# Falkeham
En falkeham er en magisk dragt eller en magisk evne til at skifte imellem dyr (en falk) og menneske. Falkeham kendes fra nordisk mytologi, hvor både Frigg og Freja har en falkeham.
| Nordisk mytologi | Spire Denne artikel om nordisk religion og mytologi er en spire som bør udbygges. Du er velkommen til at hjælpe Wikipedia ved at udvide den. |